# Silviano Carrillo y Cárdenas
Silviano Carrillo y Cárdenas (* 4. März 1861 in Pátzcuaro, Michoacán, Mexiko; † 10. September 1921 in Culiacán, Sinaloa) war Bischof von Sinaloa.

## Leben
Silviano Carrillo y Cárdenas studierte von 1872 bis 1884 Katholische Theologie und Philosophie an den Priesterseminaren in Zamora de Hidalgo und Guadalajara. Er empfing am 26. Dezember 1884 durch den Erzbischof von Guadalajara, Pedro José de Jesús Loza y Pardavé, das Sakrament der Priesterweihe.
Von 1885 bis 1895 war er Pfarrer in Cocula und von 1895 bis 1916 in Zapotlán el Grande.
Am 30. Juli 1920 ernannte ihn Papst Benedikt XV. zum Bischof von Sinaloa. Der Erzbischof von Guadalajara, Francisco Orozco y Jiménez, spendete ihm am 24. Februar 1921 die Bischofsweihe; Mitkonsekratoren waren der Bischof von Zamora, José Othón Núñez y Zárate, und der Weihbischof in Guadalajara, Francisco Uranga y Sáenz. Die Amtseinführung fand am 19. März 1921 statt.